# Swedish Open 2010
Die Swedish Open 2010 waren ein Tennisturnier der WTA Tour 2010 für Damen und ein Tennisturnier der ATP World Tour 2010 für Herren in Båstad. Das Damenturnier fand vom 5. bis 10. Juli 2010, das Herrenturnier eine Woche darauf, vom 10. bis 18. Juli 2010 statt.

## Herrenturnier
→ Qualifikation: SkiStar Swedish Open 2010/Qualifikation

## Damenturnier
→ Qualifikation: Collector Swedish Open Women 2010/Qualifikation